# أودري جان
أودري جان (بالإنجليزية: Audrey Cahn)‏ هي أخصائية تغذية وعالمة كيمياء حيوية وعالمة أحياء دقيقة أسترالية، ولدت في 17 أكتوبر 1905 في ملبورن في أستراليا، وتوفيت في 1 أبريل 2008 في Hughes, Australian Capital Territory ‏ في أستراليا.